# Gare de Tozeur
La gare de Tozeur est une gare ferroviaire de la ligne de chemin de fer à voie métrique reliant Ghraiba à Tozeur. Elle est située à Tozeur en Tunisie.

## Situation sur le réseau
La gare est la première de la ligne reliant Tozeur à Tunis en passant par Métlaoui, Gafsa et Sfax.

## Histoire
La construction de la gare commence en 1909 sous la supervision de l'architecte italien Almo Pucciarelli. Elle est mise en service en 1910 à l'occasion de l'ouverture de la ligne reliant Tozeur à Degache et qui assure le transport de marchandises entre ces deux villes.
La façade donnant sur la voie ferrée et celle donnant sur la ville en font un monument classé le 15 janvier 2001.
La ligne est interrompue en 2016, puis trois mois en 2017, en raison d'un sit-in dans la gare de Métlaoui, mais le trafic a repris depuis.

## Architecture
Comme la plupart des bâtiments tozeuriens, la gare est construite à partir de briques (mélange de sable et d'argile).

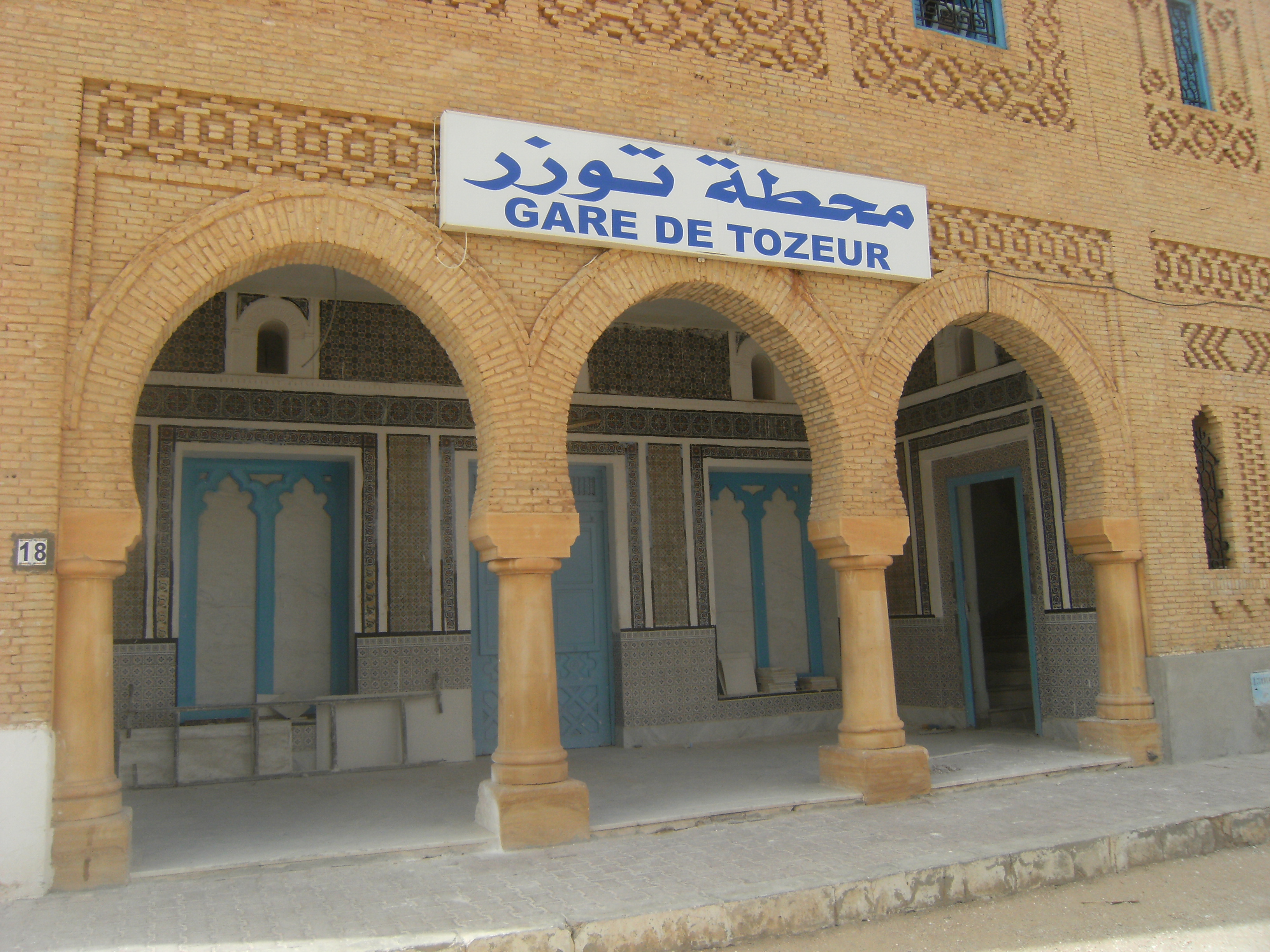
Porte de la gare.
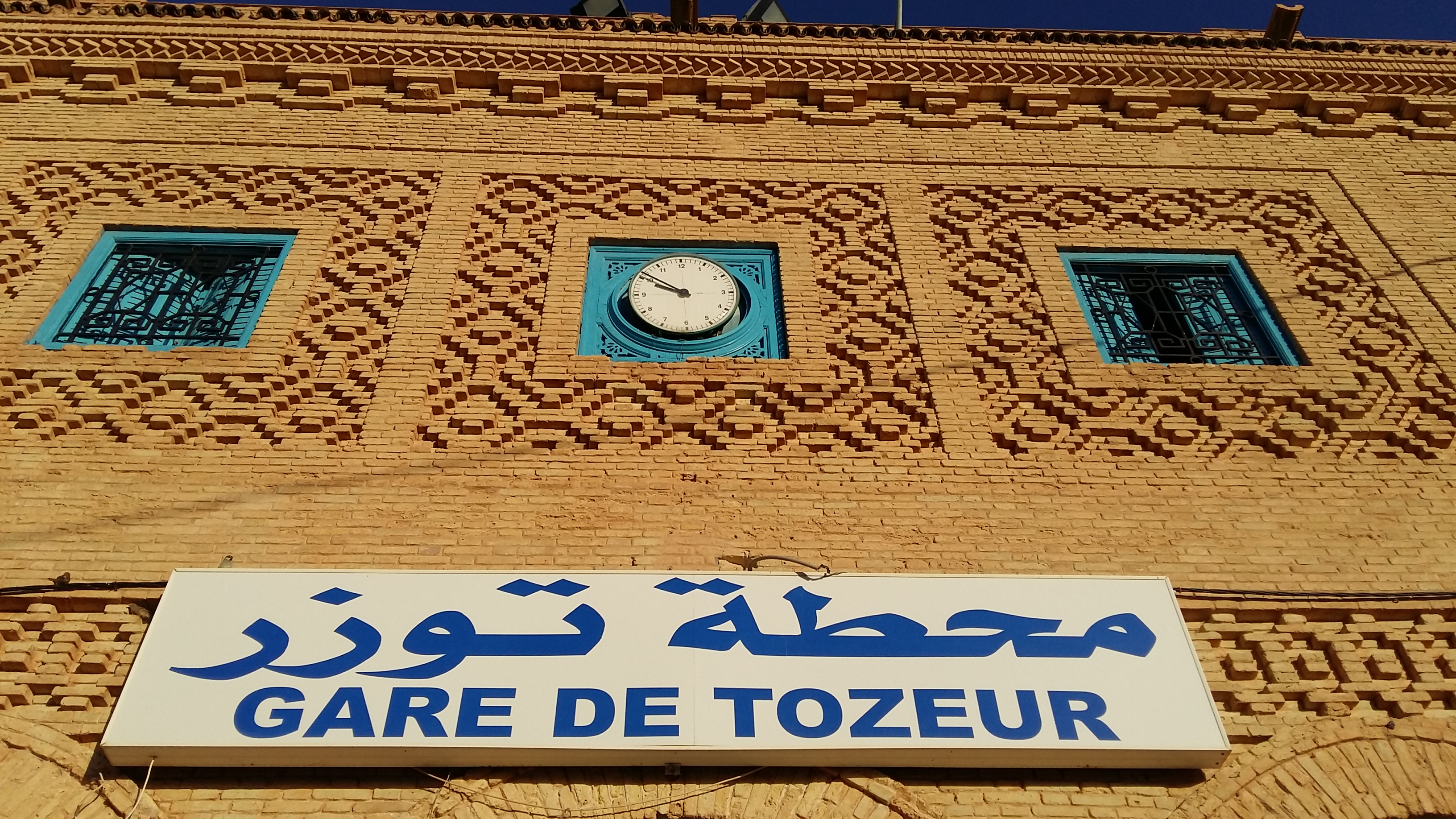
Panneau en 2015.
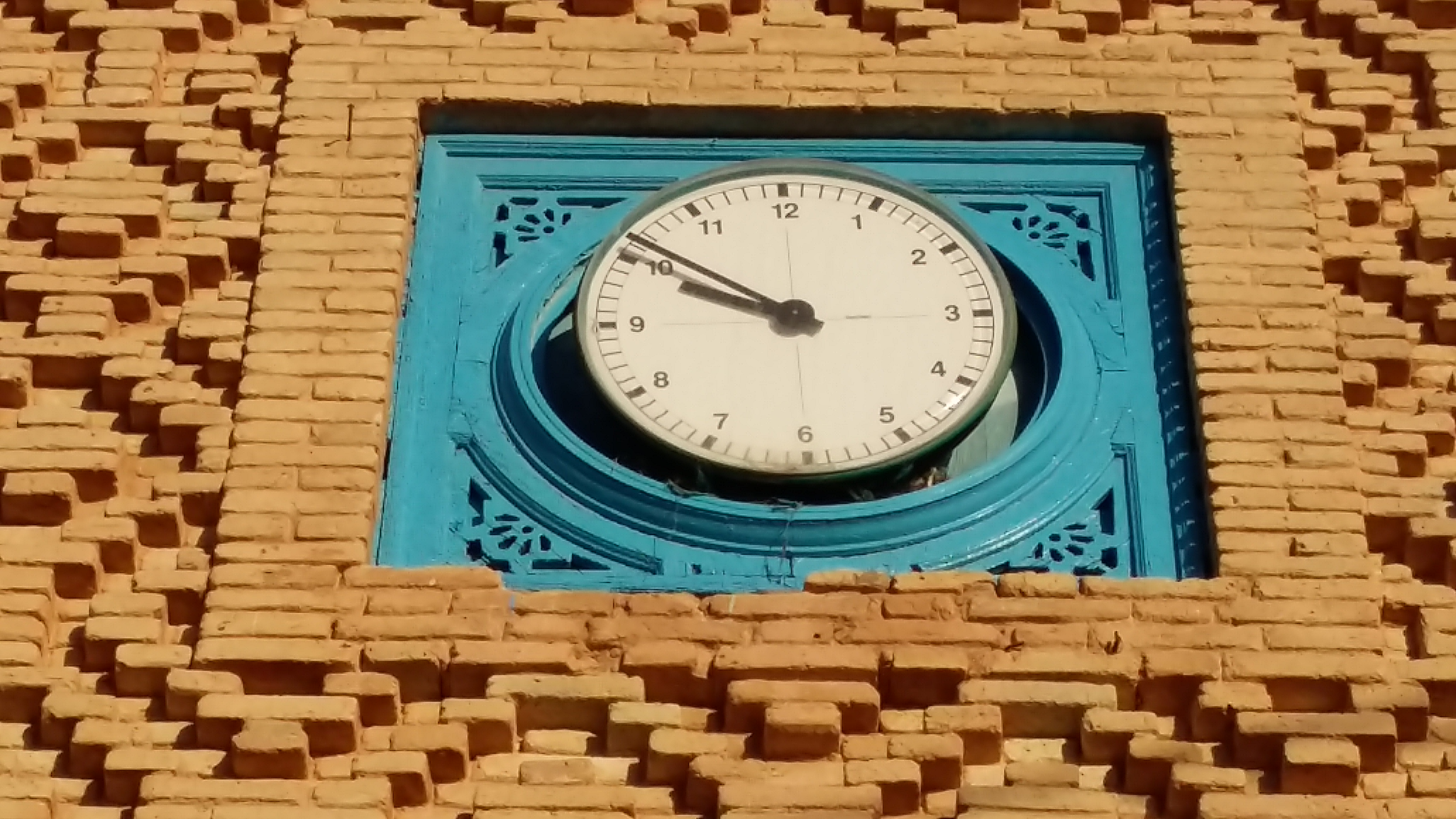
Horloge en 2015.
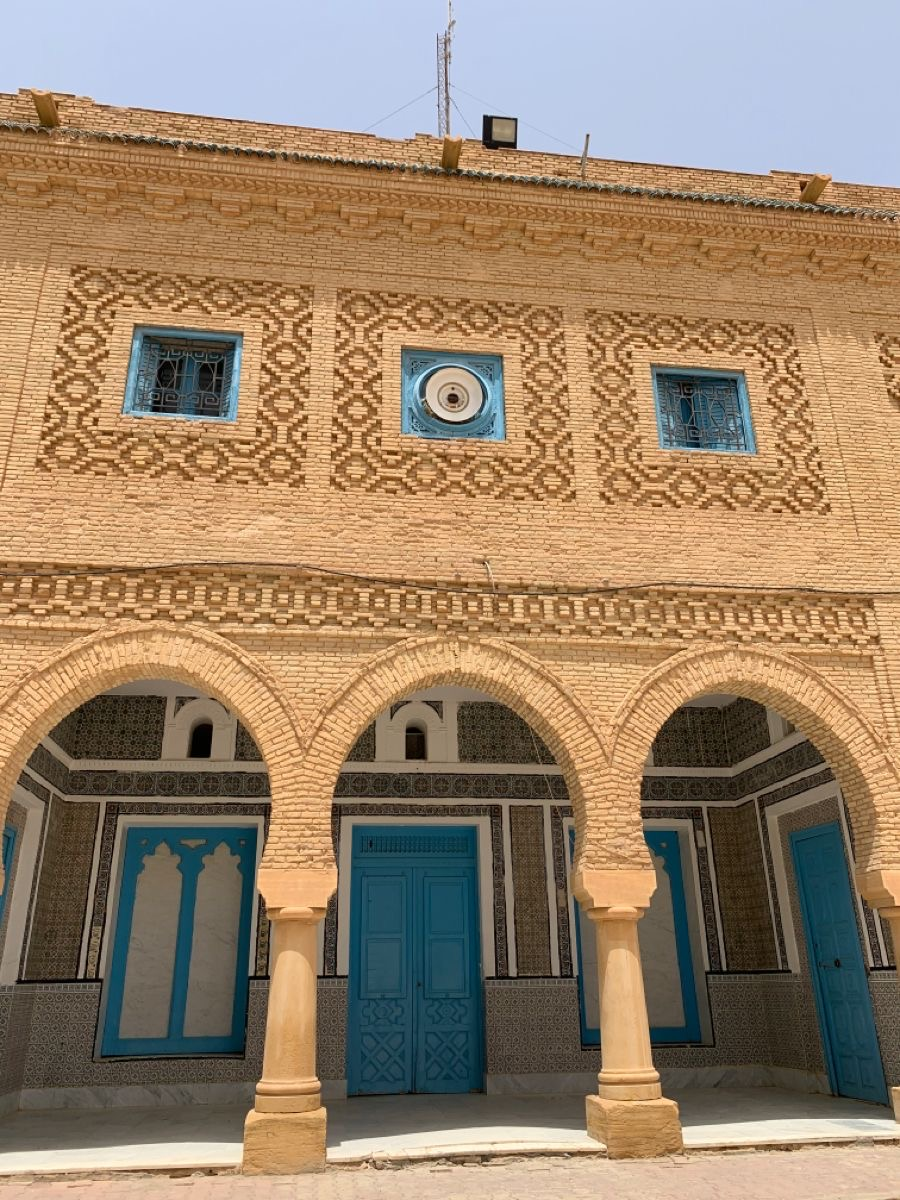
Horloge de la gare en 2025 après avoir été dérobée.

## Services des voyageurs

### Desserte
Deux trains par jour assurent une liaison avec Tunis en 8 h 30, en passant par Métlaoui, Sfax et Sousse.